# Patrick Beinlich
Patrick Brian Beinlich (* 5. Juli 1989 in Berlin) ist ein deutscher Schauspieler und ein Model.

## Leben und Wirken
Beinlich hat acht Geschwister. Seine Schulausbildung schloss er mit der Mittleren Reife ab. Er absolvierte eine Lehre zum Rohrleitungsbauer und machte die Gesellenprüfung. Er setzt sich für den Tierschutz ein.
Beinlich interessierte sich bereits in der Grundschule für die Schauspielerei und spielte im Schultheater. Später machte er Castings für Serien. Im Fernsehen war er dann im Jahr 2013 das erste Mal für eine Folge bei K11 – Kommissare im Einsatz zu sehen. Es folgten Im Namen der Gerechtigkeit – Wir kämpfen für Sie! und Verdachtsfälle sowie Die Straßencops. 
Von Oktober 2017 bis Dezember 2021, sowie von Oktober 2022 bis Juni 2024 gehörte er zur Hauptbesetzung der RTL-II-Serie Köln 50667, in der er die Rolle des „Oliver Korte“ verkörperte. 
Aktuell lebt er in Köln. Er hat eine Tochter.

## Filmografie
- 2013: K11 – Kommissare im Einsatz (Fernsehserie)
- 2014: Im Namen der Gerechtigkeit – Wir kämpfen für Sie! (Fernsehserie)
- 2016: Verdachtsfälle (Fernsehserie)
- 2017: Die Straßencops (Fernsehserie)
- 2017–2021, 2023–2024: Köln 50667 (Fernsehserie)